# Емблематика
Емблематика (від грец. έμβλημα — вставка, рельєфна прикраса) — спеціальна історична дисципліна, яка займається дослідженням емблем — умовно-символічних зображень певних понять чи ідей, які виконані у графічній або пластичній формі, мають конкретний зміст і не потребують спеціального витлумачення.

Первісно термін έμβλημα означав прикрасу, здебільшого виконану за допомогою техніки інкрустації, з часом він поширився на інші рельєфні прикраси виконані на іншому матеріалі та на складені з кількох частин художньо-ремісничі вироби. У наш час використовується таке визначення різновиду емблеми як логотипи («лого») (від грец. λογοτύπος — λογος — слово, τύπος — відбиток) — графічний знак, символ чи якесь інше зображення торговельної марки або бренду, що має стале виконання з постійною графічною і кольоровою основою та використанням особливих шрифтів. Свого роду емблемами є герби та прапори, проте після того, як їх вивченням почали займатися геральдика та вексилологія відповідно, об'єктом вивчення емблематики стали переважно негеральдичні знаки.
Предметом дослідження емблематики є історія розвитку найрізноманітніших емблем та логотипів, знаків для товарів та послуг, з'ясування їх змісту та походження, вивчення взаємовпливів, оцінка художнього й історичного значення та соціальної функції.
Об'єктом дослідження виступають різні види знаків у графічному чи пластичному виконанні, відображають конкретну ідею та мають визначений зміст (за винятком, гербів та прапорів, які досліджуються іншими дисциплінами).
Лише у наш час відбувається формування термінологічної системи. На відміну від консервативної геральдики для емблематики характерне більш довільне використання визначень для опису.
Методологічну основу даної дисципліни становить системний підхід до опрацювання матеріалу та вивчення предмету у контексті тих процесів і явищ, які найбільше вплинули на його становлення. Використовують також методи напрацьовані в інших спеціальних історичних дисциплінах, які мають подібний предмет вивчення.
Джерельну базу емблематичних досліджень становлять пам'ятки, збережені у друкованому чи електронному вигляді, а також виконані у пластиці.
Що до історії даної науки, то емблеми виникли на початку людської цивілізації і застосовувалися у релігійних культах, як атрибути влади, ремісничі клейма, цехові знаки символи на печатках тощо. На базі емблем сформувалися середньовічні герби, які отримали своє теперішнє значення у XVI—XVII ст.
Із другої половини XVI ст. почали видаватися спеціальні збірники емблем, які метафорично пояснювали різноманітні богословські, політичні та етико-побутові поняття. Одним з найпопулярніших видань було «Emblematum liber» авторства Андреа Альціаті (Аугсбург, 1531), яка протягом 250 років 130 разів перевидавалася у різних країнах світу. Одне з перекладних видань під назвою «Символы и емблемата» здійснив український вчений-енциклопедист Нестор Амбодик-Максимович (Амстердам, 1705). ці збірники впливали на літературу, образотворче та декоративно-прикладне мистецтво. На українських землях, зокрема, набули популярності зображення гербів з панегіричними віршами та епітафіями.
З другої половини XVIII ст. емблематика поступово втрачає самостійне значення у живописі та літературі і зберігається як частина декоративного оформлення. Натомість від кінця XIX-початку ХХ ст. емблеми стають обов'язковим атрибутом спортивних товариств, громадських та політичних об'єднань, видавничих спілок, все ширшого поширення набуває використання різних знаків для товарів та послуг. В УРСР емблематика розвивалася під значним ідеологічним тиском, адже для цих знаків визначальною була ідеологічна складова.
Початком встановлення емблематики як наукової дисципліни відбувся у 60-х рр. ХХ ст. саме тоді вчений А. Введенський запропонував замінити цим терміном «геральдику», а В. Стрельський рекомендував включити до предмету цієї дисципліни не тільки герби та символи, а й прапори, ордени, філіграні, екслібри. Активний розвиток емблематики відбувся за останніх 15 років, проте без урахування пропозицій вище згаданих вчених. Триває робота над розпрацюванням методології, класифікацією та систематизацією зібраного матеріалу та формуванням термінологічної системи.